# 276ª Squadriglia
La 276ª Squadriglia fu un reparto attivo nel Corpo Aeronautico del Regio Esercito (Prima guerra mondiale).

## Storia
Nel febbraio 1917 alla prima sezione idrovolanti del Porto di Napoli vicino al cantiere Vitali ai Granili arrivano 2 FBA Type H.
Alla fine dell'anno diventa 13ª Sezione FBA al comando del Tenente Scala che dispone di altri 2 piloti.
Tra gennaio 1918 e marzo dispone di 7 FBA e riceve una Sezione di Idrocaccia Ansaldo Sopwith Baby.
Il 1º giugno dispone di 9 FBA e 2 Macchi M.5 per 6 piloti.
In luglio dispone di 9 FBA ed in agosto diventa 276ª Squadriglia.
In settembre riceve altri 9 piloti ed alla fine di ottobre 2 SIAI S.8 che vengono montati dopo l'Armistizio di Villa Giusti.
Il reparto ha svolto 416 esplorazioni.